# 聖喬治 (昆士蘭州)
聖喬治（St George）是澳大利亞昆士蘭州的一個城市，人口約有2,400人。聖喬治位於布里斯班以西513（319英里）。據2006年人口普查，聖喬治有人口 2,410人。

## 外部連結
- University of Queensland: Queensland Places: St George （页面存档备份，存于）
- St George's New Website 2006 （页面存档备份，存于）
- Balonne Shire Council （页面存档备份，存于）
- Fairfax Digital （页面存档备份，存于） — St. George